# ولاکوتا (کوسکو)
ولاکوتا (به اسپانیایی: Velacota) یک کوه در پرو است که در Peru, Cusco Region, Quispicanchi Province واقع شده‌است. ولاکوتا ۵٬۱۰۰ متر بالاتر از سطح دریا واقع شده‌است.